# هوندا دومانی
هوندا دومانی (به انگلیسی: Honda Domani) خودرویی است که در سال‌های ۱۹۹۲ تا ۱۹۹۷تولید شده‌است. 
طراحی آن خودروهای موتور جلو-محور جلو بوده طول آن در حالت طبیعی ۴٬۴۱۵ میلیمتر (۱۷۳٫۸ اینچ)، عرض آن در حالت طبیعی ۱٬۶۹۵ میلیمتر (۶۶٫۷ اینچ)، ارتفاع آن در حالت طبیعی ۱٬۴۱۰ میلیمتر (۵۵٫۵ اینچ) و  وزن آن در حالت طبیعی ۱٬۱۴۰ کیلوگرم (۲٬۵۱۰ پوند)  است. سیستم جعبه‌دندهٔ آن به دو صورت خودکار و دستی است.